# 广花弓果藤
广花弓果藤（学名：Toxocarpus patens）是夹竹桃科弓果藤属的植物，为中国的特有植物。分布于中国大陆的海南等地，多生于杂木林中，目前尚未由人工引种栽培。
种名patens意为伸展的。